# Konik sucholubny
Konik sucholubny (Chorthippus mollis) – euroazjatycki gatunek owada prostoskrzydłego z rodziny szarańczowatych (Acrididae) blisko spokrewniony z Ch. biguttulus i Ch. brunneus, z którymi jest często mylony. 
W Polsce jest szeroko rozprzestrzeniony, nie wykazany jedynie z Beskidu Zachodniego, Kotliny Nowotarskiej i Tatr.